# Aéroport Douglas-Charles
L'aéroport Douglas–Charles (code IATA : DOM • code OACI : TDPD), anciennement connu sous le nom de Melville Hall, est un aéroport situé sur la côte nord-est de la Dominique, à 3,2 km au nord-ouest de Marigot, il est à environ une heure de route à partir de la deuxième plus grande ville, Portsmouth. Il est l'un des deux aéroports de l'île de la Dominique, l'autre étant l'aéroport Canefield situé à 5 km au nord-est de Roseau.

## Histoire
Le Melville Hall a été choisi comme site pour installer le principal aéroport de la Dominique en 1944, c'est le seul endroit sur l'île avec vaste terrain plat. C'est seulement après l'achèvement de la Transinsular Route de Belles à Marigot, en 1958, que les travaux de l'aéroport ont commencé,. L'aéroport a ouvert le 22 novembre 1961, et a d'abord été desservi par le Dakota du BWIA.
En 2006, un programme d'expansion de l'aéroport et de mise à niveau a été lancé.
Le premier atterrissage de nuit en utilisant les Règles de Vol aux instruments (IFR) a été réalisé le 9 août 2010 par la compagnie Winair.
L'aéroport a été renommé de Melville Hall à Douglas–Charles le 27 octobre 2014 en l'honneur des premiers Ministres Rosie Douglas et Pierre Charles.

## Situation
| Roseau Melville Hall |

## Compagnies aériennes et destinations

### Passager
| Compagnies             | Destinations |
| ---------------------- | --- |
| Air Antilles           | Martinique A. Césaire, Guadeloupe - Maryse Condé, Saint-Martin - Princesse-Juliana |
| Air Sunshine           | Anguilla-Clayton J. Lloyd, Sainte-Lucie - George. F. L. Charles, Newcastle (Nevis) - Vance W. Amory (en), Christiansted - H. E. Rohlsen, Saint-Christophe-et-Niévès, Charlotte Amalie - Cyril E. King, San Juan - Luis-Muñoz-Marín, Saint-Martin - Princesse-Juliana, Tortola - Terrance B. Lettsome (en) |
| Fly Montserrat         | Charter : Montserrat (J. A. Osborne) |
| InterCaribbean Airways | Sainte-Lucie - George. F. L. Charles, Tortola - Terrance B. Lettsome (en) |
| LIAT                   | Saint John's-V. C. Bird, Bridgetown-Grantley-Adams |
| Seaborne Airlines      | San Juan - Luis-Muñoz-Marín |
| St Barth Commuter      | Charter : Saint-Barthélemy |
| Trans Anguilla Airways | Charter : Anguilla-Clayton J. Lloyd |

Édité le 28/02/2020